# 안토니오 베탕코르트
안토니오 로드리고 베탕코르트 바레라(스페인어: Antonio Rodrigo Betancort Barrera; 1937년 3월 13일, 카나리아 제도 라스팔마스 ~ 2015년 3월 15일, 카나리아 제도 라스팔마스)는 스페인의 전 축구 선수이다. 라스팔마스 출신인 그는 라스팔마스, 레알 마드리드, 데포르티보, 그리고 스페인 국가대표팀에서 골키퍼로 활약하였다.
2015년 3월 15일, 안토니오 베탕코르트는 향년 78세에 별세하였는데, 그의 사인은 불명이다.

## 수상

### 클럽
레알 마드리드
- 라 리가: 1961-62, 1963-64, 1964-65, 1966-67, 1967-68, 1968-69
- 코파 델 헤네랄리시모: 1961-62, 1969-70
- 유러피언컵: 1965-66

### 개인
- 트로페오 리카르도 사모라: 1964-65, 1966-67

### 기록
- 라 리가 단일 시즌 최소 실점: 15골 (바르셀로나의 호세 마누엘 페수도와 동률)